# 美觀園
美觀園（日语：美観園），是一家發源於臺北市萬華區西門町的日本料理店，成立於1946年，設址於峨嵋街36號與47號。

## 歷史

### 源起
美觀園的創辦人張良鐵為臺灣日治時期員林人，1934年自學校畢業後與弟張良栖北上至艋舺向「柳屋」日本料理餐廳學習廚藝，期間獲日裔店主益島氏賞識，逐日升遷至主廚重責。第二次中日戰爭爆發後，張良鐵被殖民當局徵調至廣東、香港等地服役，至戰後返臺時已與其師益島氏一族失散，日裔人士於戰後悉數被中華民國政府遣返回國。

### 草創
1946年，張良鐵將畢生所學習的日式廚技精髓應用於創業，於台北城內本町樂天地草創「美觀食堂」，後將店面遷址於西門町，更名作「美觀園」。1949年，張的長子張都宮投入參與經營行列。1957年遷址至峨眉街36號現址，1965年因木屋改建而遷移至47號。

### 分家
1999年張良鐵的四名子嗣各自獨立經營美觀園餐廳，店舖一分為三，次子張都進、三子張建男經營西門町峨嵋街的47號店面，五子張建發赴板橋區開張新舖。長子張都宮與長房長孫張力仁率領資深員工重返原址36號以「台北城老舖·美觀園」的名義持續經營迄今，三家分店分別發展出各自不同的風格與經營模式。美觀園的日本料理菜式多樣，包括日式定食、蓋飯、壽司手卷、刺身冷盤、炸物燒烤，以及台式炒菜和傳統快餐便當等80幾種品項。

## 外部連結
- 美觀園- 日本料理店 Since 1946 官網 （页面存档备份，存于）
- 美觀園官網 （页面存档备份，存于）
- 美觀園 台北城老舖的Facebook專頁
- 美觀園- 日本料理Since1946的Facebook專頁
- 板橋美觀園日本料理的Facebook專頁